# Руфус Кінг
Руфус Кінг (Кінґ; англ. Rufus King; 24 березня 1755 — 29 квітня 1827) — американський політик, адвокат і дипломат.
Народився на території сучасного штату Мен. Старший син заможного фермера і крамаря, закінчив Гарвардський університет. Вивчав право та адвокатував у Массачусетсі. Блискучий промовець, один із перших борців проти рабства, обирався до конгресу штату Массачусетс і Континентального конгресу. Один з наймолодших делегатів Філадельфійського конвенту. Один з найкращих речників сильного федерального уряду. Його нотатки про події на конвенті стали у пригоді історикам. 
1788 року переїхав до Нью-Йорка, де брав активну участь у політичному житті; кілька разів обирався до Сенату. Був директором Першого банку Сполучених Штатів і послом у Великій Британії. 
Двічі балотувався на посаду віце-президента, одного разу на президента, але всі три рази зазнав поразки.